# Земля (у-син)
Земля (кит. 土) — третий элемент в цикле у-син. Земля — это баланс инь и ян, женского и мужского вместе. Его движение внутрь и центрируется, и его энергия стабилизируется и сохраняется. Земля ассоциируется с жёлтым цветом и планетой Сатурн, центром, который связан с поворотом каждого из четырёх сезонов и влажной погодой, таким органами и внутренностями, как селезёнка и желудок, Жёлтым Единорогом, Его положительным чувством является сопереживание а отрицательным — тревожность.

## Характеристика
С точки зрения китайской философии у-син, Земля символизирует такие качества: терпение, продуманность, практичность, упорство, работоспособность и стабильность. Кроме того, элемент Земля стремится собрать все вместе с собой, для того чтобы принести гармонию, укоренённость и стабильность. Остальные черты характера данного элемента — это амбициозность, упрямство, ответственность и долгосрочное планирование.
Элемент Земля играет важную роль в китайской астрологии. В китайской астрологии земля входит в 10 небесных стеблей (пять элементов в их инь и ян формах), которые объединяются с 12 земными ветвями (или китайскими знаками зодиака), образуя 60-летний цикл. Годы Ян заканчиваются на число 8 (например, 1988), а годы Инь на число 9 (например, 1989). Земля является центральным балансом элементов и, следовательно, даёт качества для всех 12 животных.
Элемент Земля связан с планетой Сатурн из-за его желтоватого цвета. Однако согласно мнению некоторых астрологов, западные ассоциации Сатурна придают ему большую близость с жёстким, контролирующим китайским элементом Металл, в то время как китайское представление о элементе Земля как о центрирующем, гармонизирующем элементе имеет много общего с западным представлением о планете Венера.
В Книге Перемен и фэн-шуй говорится, что элемент Земля, как правило, содержит все элементы, включая огонь, воду, дерево и металл. Эти четыре типа элемента Земля — Земля-вода (влажная Земля), Земля-огонь (сухая Земля), Земля-металл (влажная Земля) и Земля-дерево (сухая Земля).
Цвета элемента Земля — жёлтый, оранжевый, бежевый и коричневый и охра.

## Цикл у-син
В цикле взаимопреодоления земля побеждает воду, прокладывая или поглощая её; дерево может преодолеть землю, разбив его (корнями).
В цикле взаимопорождения земля создаётся золой огня и в свою очередь расплавляется для производства металла.